# Bjarkøy
Bjarkøy é uma comuna da Noruega, com 75 km² de área e 529 habitantes (censo de 2004).         